# سول تروخيو
سول تروخيو (بالإنجليزية: Solomon Trujillo)‏ هو رئيس تنفيذي وشخصية أعمال أمريكي، ولد في 17 نوفمبر 1951 في شايان في الولايات المتحدة.

## وصلات خارجية
- سول تروخيو على موقع إن إن دي بي (الإنجليزية)